# Xiruana fiebrigi
Espèce
Xiruana fiebrigi est une espèce d'araignées aranéomorphes de la famille des Anyphaenidae.

## Distribution
Cette espèce est endémique du Paraguay.

## Description
La femelle holotype mesure 11,6 mm.

## Étymologie
Cette espèce est nommée en l'honneur de Karl August Gustav Fiebrig.

## Publication originale
- Oliveira & Brescovit, 2015 : A taxonomic revision of the Neotropical spider genus Xiruana Brescovit 1997 (Araneae: Anyphaenidae, Anyphaeninae). Zootaxa, no 3980(2), p. 201-229.